# Danh sách thẻ đỏ của Giải vô địch bóng đá châu Âu
Giải vô địch bóng đá châu Âu là một giải đấu bóng đá được thành lập vào năm 1960. Giải được tranh tài bởi các đội tuyển nam quốc gia của các thành viên thuộc Liên minh các hiệp hội bóng đá châu Âu (UEFA), cơ quan quản lý thể thao châu Âu và diễn ra bốn năm một lần. Danh sách này chỉ bao gồm giải đấu chung kết; các trận đấu vòng loại không được tính.

## Danh sách
| Cầu thủ                   | hoặc | Thời gian của thẻ | Đại diện         | Tỷ số        | Đối thủ      | Giải đấu                          | Vòng        | Ngày                | Tk.    |
| ------------------------- | ---- | ----------------- | ---------------- | ------------ | ------------ | --------------------------------- | ----------- | ------------------- | ------ |
| Alan Mullery              |      | 86'               | Anh              | 0–1          | Nam Tư       | Giải vô địch bóng đá châu Âu 1968 | Bán kết     | 5 tháng 6 năm 1968  | [ 4 ]  |
| Jaroslav Pollák           |      | 53'               | Tiệp Khắc        | 3–1 (s.h.p.) | Hà Lan       | Giải vô địch bóng đá châu Âu 1976 | Bán kết     | 16 tháng 6 năm 1976 | [ 5 ]  |
| Johan Neeskens            |      | 76'               | Hà Lan           | 1–3 (s.h.p.) | Tiệp Khắc    | Giải vô địch bóng đá châu Âu 1976 | Bán kết     | 16 tháng 6 năm 1976 | [ 5 ]  |
| Wim van Hanegem           |      | 115'              | Hà Lan           | 1–3 (s.h.p.) | Tiệp Khắc    | Giải vô địch bóng đá châu Âu 1976 | Bán kết     | 16 tháng 6 năm 1976 | [ 5 ]  |
| Manuel Amoros             |      | 87'               | Pháp             | 1–0          | Đan Mạch     | Giải vô địch bóng đá châu Âu 1984 | Vòng 1      | 12 tháng 6 năm 1984 | [ 6 ]  |
| Klaus Berggreen           |      | 107'              | Đan Mạch         | 1–1 (s.h.p.) | Tây Ban Nha  | Giải vô địch bóng đá châu Âu 1984 | Bán kết     | 24 tháng 6 năm 1984 | [ 7 ]  |
| Yvon Le Roux              |      | 85'               | Pháp             | 2–0          | Tây Ban Nha  | Giải vô địch bóng đá châu Âu 1984 | Chung kết   | 27 tháng 6 năm 1984 | [ 8 ]  |
| Petar Hubchev             |      | 72'               | Bulgaria         | 1–1          | Tây Ban Nha  | Giải vô địch bóng đá châu Âu 1996 | Vòng 1      | 9 tháng 6 năm 1996  |        |
| Juan Antonio Pizzi        |      | 75'               | Tây Ban Nha      | 1–1          | Bulgaria     | Giải vô địch bóng đá châu Âu 1996 | Vòng 1      | 9 tháng 6 năm 1996  |        |
| Luigi Apolloni            |      | 28'               | Ý                | 1–2          | Cộng hòa Séc | Giải vô địch bóng đá châu Âu 1996 | Vòng 1      | 14 tháng 6 năm 1996 |        |
| Yuri Kovtun               |      | 71'               | Nga              | 0–3          | Đức          | Giải vô địch bóng đá châu Âu 1996 | Vòng 1      | 16 tháng 6 năm 1996 |        |
| Thomas Strunz             |      | 60'               | Đức              | 0–0          | Ý            | Giải vô địch bóng đá châu Âu 1996 | Vòng 1      | 19 tháng 6 năm 1996 |        |
| Igor Štimac               |      | 56'               | Croatia          | 1–2          | Đức          | Giải vô địch bóng đá châu Âu 1996 | Tứ kết      | 23 tháng 6 năm 1996 |        |
| Radoslav Látal            |      | 82'               | Cộng hòa Séc     | 1–0          | Bồ Đào Nha   | Giải vô địch bóng đá châu Âu 1996 | Tứ kết      | 23 tháng 6 năm 1996 |        |
| Patrik Andersson          |      | 81'               | Thụy Điển        | 1–2          | Bỉ           | Giải vô địch bóng đá châu Âu 2000 | Vòng 1      | 10 tháng 6 năm 2000 |        |
| Radoslav Látal            |      | 90'               | Cộng hòa Séc     | 0–1          | Hà Lan       | Giải vô địch bóng đá châu Âu 2000 | Vòng 1      | 11 tháng 6 năm 2000 |        |
| Siniša Mihajlović         |      | 59'               | Nam Tư           | 3–3          | Slovenia     | Giải vô địch bóng đá châu Âu 2000 | Vòng 1      | 13 tháng 6 năm 2000 |        |
| Mateja Kežman             |      | 88'               | Nam Tư           | 1–0          | Na Uy        | Giải vô địch bóng đá châu Âu 2000 | Vòng 1      | 18 tháng 6 năm 2000 | [ 9 ]  |
| Filip de Wilde            |      | 84'               | Bỉ               | 0–2          | Thổ Nhĩ Kỳ   | Giải vô địch bóng đá châu Âu 2000 | Vòng 1      | 19 tháng 6 năm 2000 |        |
| Slaviša Jokanović         |      | 63'               | Nam Tư           | 3–4          | Tây Ban Nha  | Giải vô địch bóng đá châu Âu 2000 | Vòng 1      | 21 tháng 6 năm 2000 | [ 10 ] |
| Alpay Özalan              |      | 29'               | Thổ Nhĩ Kỳ       | 0–2          | Bồ Đào Nha   | Giải vô địch bóng đá châu Âu 2000 | Tứ kết      | 24 tháng 6 năm 2000 | [ 11 ] |
| Gheorghe Hagi             |      | 59'               | România          | 0–2          | Ý            | Giải vô địch bóng đá châu Âu 2000 | Tứ kết      | 24 tháng 6 năm 2000 | [ 12 ] |
| Nuno Gomes                |      | 117'              | Bồ Đào Nha       | 1–2 (s.h.p.) | Pháp         | Giải vô địch bóng đá châu Âu 2000 | Bán kết     | 28 tháng 6 năm 2000 | [ 13 ] |
| Gianluca Zambrotta        |      | 34'               | Ý                | 0–0 (s.h.p.) | Hà Lan       | Giải vô địch bóng đá châu Âu 2000 | Bán kết     | 29 tháng 6 năm 2000 | [ 14 ] |
| Roman Sharonov            |      | 88'               | Nga              | 0–1          | Tây Ban Nha  | Giải vô địch bóng đá châu Âu 2004 | Vòng 1      | 12 tháng 6 năm 2004 | [ 15 ] |
| Johann Vogel              |      | 50'               | Thụy Sĩ          | 0–0          | Croatia      | Giải vô địch bóng đá châu Âu 2004 | Vòng 1      | 13 tháng 6 năm 2004 | [ 16 ] |
| Sergei Ovchinnikov        |      | 45'               | Nga              | 0–2          | Bồ Đào Nha   | Giải vô địch bóng đá châu Âu 2004 | Vòng 1      | 16 tháng 6 năm 2004 | [ 17 ] |
| Bernt Haas                |      | 60'               | Thụy Sĩ          | 0–3          | Anh          | Giải vô địch bóng đá châu Âu 2004 | Vòng 1      | 17 tháng 6 năm 2004 | [ 18 ] |
| Stiliyan Petrov           |      | 83'               | Bulgaria         | 0–2          | Đan Mạch     | Giải vô địch bóng đá châu Âu 2004 | Vòng 1      | 18 tháng 6 năm 2004 | [ 19 ] |
| John Heitinga             |      | 75'               | Hà Lan           | 2–3          | Cộng hòa Séc | Giải vô địch bóng đá châu Âu 2004 | Vòng 1      | 19 tháng 6 năm 2004 | [ 20 ] |
| Bastian Schweinsteiger    |      | 90+2'             | Đức              | 1–2          | Croatia      | Giải vô địch bóng đá châu Âu 2008 | Vòng 1      | 12 tháng 6 năm 2008 | [ 21 ] |
| Volkan Demirel            |      | 90+2'             | Thổ Nhĩ Kỳ       | 3–2          | Cộng hòa Séc | Giải vô địch bóng đá châu Âu 2008 | Vòng 1      | 15 tháng 6 năm 2008 | [ 22 ] |
| Eric Abidal               |      | 24'               | Pháp             | 0–2          | Ý            | Giải vô địch bóng đá châu Âu 2008 | Vòng 1      | 17 tháng 6 năm 2008 | [ 23 ] |
| Sokratis Papastathopoulos |      | 44'               | Hy Lạp           | 1–1          | Ba Lan       | Giải vô địch bóng đá châu Âu 2012 | Vòng 1      | 8 tháng 6 năm 2012  | [ 24 ] |
| Wojciech Szczęsny         |      | 69'               | Ba Lan           | 1–1          | Hy Lạp       | Giải vô địch bóng đá châu Âu 2012 | Vòng 1      | 8 tháng 6 năm 2012  | [ 24 ] |
| Keith Andrews             |      | 89'               | Cộng hòa Ireland | 0–2          | Ý            | Giải vô địch bóng đá châu Âu 2012 | Vòng 1      | 18 tháng 6 năm 2012 | [ 25 ] |
| Lorik Cana                |      | 36'               | Albania          | 0–1          | Thụy Sĩ      | Giải vô địch bóng đá châu Âu 2016 | Vòng 1      | 11 tháng 6 năm 2016 | [ 26 ] |
| Aleksandar Dragović       |      | 66'               | Áo               | 0–2          | Hungary      | Giải vô địch bóng đá châu Âu 2016 | Vòng 1      | 14 tháng 6 năm 2016 | [ 27 ] |
| Shane Duffy               |      | 66'               | Cộng hòa Ireland | 1–2          | Pháp         | Giải vô địch bóng đá châu Âu 2016 | Vòng 16 đội | 26 tháng 6 năm 2016 | [ 28 ] |
| Grzegorz Krychowiak       |      | 62'               | Ba Lan           | 1–2          | Slovakia     | Giải vô địch bóng đá châu Âu 2020 | Vòng 1      | 14 tháng 6 năm 2021 | [ 29 ] |
| Ethan Ampadu              |      | 55'               | Wales            | 0–1          | Ý            | Giải vô địch bóng đá châu Âu 2020 | Vòng 1      | 20 tháng 6 năm 2021 | [ 30 ] |
| Harry Wilson              |      | 90'               | Wales            | 0–4          | Đan Mạch     | Giải vô địch bóng đá châu Âu 2020 | Vòng 16 đội | 26 tháng 6 năm 2021 | [ 31 ] |
| Matthijs de Ligt          |      | 55'               | Hà Lan           | 0–2          | Cộng hòa Séc | Giải vô địch bóng đá châu Âu 2020 | Vòng 16 đội | 27 tháng 6 năm 2021 | [ 32 ] |
| Marcus Danielson          |      | 99'               | Thụy Điển        | 1–2 (s.h.p.) | Ukraina      | Giải vô địch bóng đá châu Âu 2020 | Vòng 16 đội | 2 tháng 7 năm 2021  | [ 33 ] |
| Remo Freuler              |      | 77'               | Thụy Sĩ          | 1–1 (s.h.p.) | Tây Ban Nha  | Giải vô địch bóng đá châu Âu 2020 | Tứ kết      | 2 tháng 7 năm 2021  | [ 34 ] |